# Zhao Ziyang
Dans ce nom, le nom de famille précède le nom personnel.
Zhao Ziyang (chinois simplifié : 赵紫阳 ; chinois traditionnel : 趙紫陽 ; pinyin : Zhào Zǐyáng ; Wade : Chao Tzu-yang), né le 17 octobre 1919 à Huaxian et mort le 17 janvier 2005 à Pékin, est un homme d'État chinois, parvenu au poste de Premier ministre de 1980 à 1987 puis secrétaire général du Parti communiste chinois de 1987 à 1989.
Ce dirigeant expérimenté critique les politiques maoïstes en mettant en place des réformes de marché, tout d'abord dans la province du Sichuan, puis dans tout le pays. Il apparaît sur la scène nationale grâce au soutien de Deng Xiaoping après la révolution culturelle. Il mène également des mesures en vue d'alléger la bureaucratie de la Chine et de lutter contre la corruption, afin d'asseoir la légitimité du Parti communiste chinois dans les années 1980. Il est également un partisan de la privatisation d'entreprises d'État, de la séparation du Parti et de l'État et de réformes de l'économie de marché. La plupart de ses idées sont ensuite partagés par le secrétaire général du Parti de l'époque, Hu Yaobang.
Il a été nommé par Deng Xiaoping pour prendre en charge les réformes politiques de la Chine à partir de 1986. Ses réformes économiques et son soutien envers les étudiants manifestants durant les manifestations de la place Tian'anmen en 1989 le mettent en opposition avec certains membres dirigeants du PCC, dont le Premier ministre Li Peng. Petit à petit, Zhao commence également à perdre le soutien du leader suprême Deng Xiaoping. Après les événements de 1989, il est démis de ses fonctions politiques et placé en résidence surveillée pour les 15 années suivantes. Il meurt à Pékin en 2005 d'un accident vasculaire cérébral. Toutefois, en raison de sa disgrâce politique, les dirigeants chinois ne lui accordent pas de funérailles nationales. Son autobiographie officieuse est publiée en plusieurs langues, notamment en français, en 2009. Toutefois, le détail de sa vie reste sujet à une sévère censure en Chine continentale.

## Débuts de carrière
Zhao est né sous le nom de Zhao Xiuye (chinois simplifié : 赵修业 ; chinois traditionnel : 趙修業 ; pinyin : Zhào Xiūyè), mais change son prénom en « Ziyang » lors de son entrée au collège à Wuhan,. Il est le fils d'un riche propriétaire foncier dans le district de Hua, dans la province du Henan. Son père est par la suite assassiné par des dirigeants du Parti communiste durant le mouvement de la réforme des terres au début des années 1940. Zhao rejoint la ligue de la jeunesse communiste chinoise en 1932 et devient un membre à part entière du Parti en 1938,.
Contrairement à beaucoup de membres actifs du Parti dans les années 1930 et 1940 qui deviendront par la suite d'importants dirigeants chinois, Zhao rejoint le Parti trop tard pour participer à la Longue marche en 1934-1935. Il intègre l'Armée populaire de libération et participe à la seconde guerre sino-japonaise et à la guerre civile chinoise qui s'ensuit. Toutefois, il occupe des postes largement administratifs. Sa carrière n'est pas particulièrement remarquable avant son émergence en tant que dirigeant du Parti dans la province du Guangdong au début des années 1950.
Zhao gagne en importance dans le Guangdong à partir de 1951, en suivant tout d'abord Tao Zhu. Ce dernier est notamment connu pour ses efforts afin de forcer les paysans locaux à vivre et travailler dans des « communes populaires. » Lorsque le Grand Bond en avant (1958-1961) de Mao Zedong crée artificiellement une famine, Mao accuse publiquement la cupidité des riches paysans comme responsable de la pénurie en vivres de la nation. Ces paysans sont accusés de cacher aux yeux du gouvernement les importants surplus de production de la Chine. La confiance accordée par Zhao envers Mao le conduit à mener une campagne locale consistant à torturer les paysans afin qu'ils révèlent leurs réserves imaginaires de nourriture. En apportant son soutien au Grand Bond en avant, Zhao est en partie responsable de la mort de millions de personnes en raison de la famine et de la malnutrition dans le Guangdong entre 1958 et 1961.
Son expérience durant ces évènements le conduit à soutenir des mesures politiques et économiques modérées, dont celles préconisées par Deng Xiaoping et Liu Shaoqi. Il s'efforce à ré-introduire un peu d'agriculture et de commerce privé et démantèle les communes populaires. Ses méthodes pour restituer des terres privées aux fermiers et l'institution de contrats de production individuels sont ensuite répliquées dans d'autres parties de la Chine, aidant ainsi la reprise de l'agriculture nationale,. Il est également chargé de mener une purge sévère des cadres accusés de corruption ou de liens avec le Kuomintang.
En 1965, il devient secrétaire du Parti de la province du Guangdong, bien qu'il ne soit pas membre du Comité central du Parti communiste chinois. Il remplace à ce poste Tao Zhu, qui est promu vice-premier ministre. Il est âgé de quarante six ans lorsqu'il devient pour la première fois secrétaire du Parti, un âge relativement jeune pour une position aussi prestigieuse.
En raison de son orientation politique modérée, Zhao est attaqué par les Gardes rouges durant la révolution culturelle (1966-1976). Il est démis de toutes ses fonctions officielles en 1967, après avoir été molesté dans la ville de Canton avec le « bonnet fatidique sur la tête », accusé d’être « un héritier puant de la classe des propriétaires fonciers ». Puis il est envoyé dans plusieurs camps de travail forcé de 1967 à 1971. En 1971, il est assigné en Mongolie intérieure avant de regagner le Guangdong en 1972.

## Retour au gouvernement
Zhao passe quatre ans en tant que machiniste dans le Hunan, dans l'usine de mécanique Xianzhong. Zhao Wujung, le plus jeune de ses quatre fils, travaille avec lui. Durant son exil politique, la famille de Zhao vit dans un petit appartement proche de l'usine, avec une petite valise dans le séjour en guise de table à manger.
La réhabilitation de Zhao débute en 1971, lorsqu'il est réveillé en pleine nuit avec sa famille par une personne frappant à sa porte. Sans plus d'explications, le chef du Parti de l'usine dans laquelle il travaille informe Zhao qu'il doit se rendre à Changsha, la capitale de la province. Une motocyclette à trois roues appartenant à l'usine l'attend, prête à partir.
Zhao est conduit jusqu'à l'aéroport de Changsha, où un avion l'attend pour le mener à Pékin. Ne sachant toujours pas ce qui se passe, Zhao monte à bord de l'appareil. Il est ensuite installé dans le confortable Hôtel de Pékin, sans pouvoir parvenir à s'endormir. Il déclarera par la suite qu'après des années à vivre dans la pauvreté, le matelas était trop doux.
Au petit matin, il est amené à une réunion avec le Premier ministre Zhou Enlai au Palais de l'Assemblée du Peuple. Peu après leur rencontre, Zhao entame un discours qu'il a préparé au cours de la nuit précédente : « J'ai repensé à la Révolution culturelle durant ces trois années en tant qu'ouvrier... » Zhou l'interrompt en disant : « Vous avez été appelé à Pékin parce que le Comité central a décidé de vous nommer vice-chef du Parti en Mongolie-Intérieure. »
Après avoir été rappelé de son exil politique, Zhao tente de se décrire comme un nouveau maoïste et il renonce publiquement à tout intérêt à encourager l'entreprise privée ou l'incitation matérielle. Sa conversion tardive au maoïsme ne dure pas longtemps. Il devient par la suite un des principaux architectes de changements pro-capitalistes qui suivent la mort de Mao Zedong. Bien qu'il ait joué un rôle important pour l'économie de la Chine au cours de sa carrière, Zhao n'a jamais suivi de formation formelle en économie.
Au cours de l'année 1972, Zhou Enlai mène la réhabilitation politique de Zhao. Ce dernier est nommé au Comité central. Il devient secrétaire et vice-président du comité révolutionnaire en Mongolie-Intérieure en mars 1972. Il participe au 10e Comité central en août 1973 et retourne dans le Guangdong en tant que premier secrétaire et président du Comité révolutionnaire en avril 1974. Il devient commissaire politique de la région militaire de Changdu en décembre 1975.
Zhao est nommé secrétaire du Parti du Sichuan en 1975, la plus haute responsabilité possible au niveau d'une province. Dès le début de la révolution culturelle, la province a acquis une funeste réputation en raison de la violence des Gardes rouges qui s'y affrontent les uns contre les autres. À cette époque, le Sichuan est la province la plus peuplée de Chine, mais elle est économiquement dévastée par le Grand Bond en avant et la révolution culturelle, dont les politiques collectives ont plongé la production agricole de la province à des niveaux jamais vus depuis les années 1930, malgré une importante augmentation de la population de la province. La situation économique est tellement mauvaise qu'il est rapporté que certains citoyens du Sichuan vendraient leur fille en échange de nourriture. Peu après sa prise de poste, Zhao lance une série réussie de réformes de marché, menant à une augmentation de la production industrielle de 81 % et du rendement agricole de 25 % en seulement trois ans,. Ses réformes le rendent populaire au Sichuan, où le peuple crée une maxime en son honneur : yao chi liang, zhao Ziyang, qui est un jeu de mots avec son nom et qui peut être traduit par Si tu veux manger, cherche Ziyang. Ces succès lui donnent alors une réputation de réformateur.

## Tentatives d'assassinats
Alors que la province du Sichuan devient une place forte du radicalisme maoïste durant la révolution culturelle, les adeptes fervents de la bande des Quatre s'opposent avec véhémence aux réformes de Zhao. Toutefois, sa politique jouit d'un large soutien populaire et les disciples de la bande des Quatre se tournent vers l'assassinat pour écarter leur opposant, la voie légale n'étant pas envisageable. Au cours de la révolution culturelle, Zhao est victime d'une douzaine de tentatives d'assassinat au Sichuan. La plus importante tentative est une embuscade de la voiture de Zhao durant un de ses voyages dans une vallée. Il échappe de justesse à la mort, mais son chauffeur-secrétaire ne survit pas et est enseveli dans un glissement de terrain provoqué intentionnellement. Il s'agit de la seule victime des tentatives d'assassinats envers Zhao. Les derniers auteurs de ces tentatives sont capturés en 1983, bien après la fin de la révolution culturelle.

## Dirigeant réformiste

### Activités politiques
Après avoir évincé Hua Guofeng du rôle de dirigeant suprême de la Chine en 1978, Deng Xiaoping reconnaît que l'expérience au Sichuan est un modèle pour la réforme économique chinoise. Il promeut Zhao à une position de membre suppléant au Politburo du Parti en 1977, et en tant que membre permanent en 1979. Il rejoint le Comité permanent du bureau politique du Parti communiste chinois, l'organe gouvernemental le plus important en Chine, en 1982.
Après 1978, les politiques de Zhao sont appliquées dans la province de l'Anhui, avec un succès similaire. En 1980, après avoir été pendant six mois vice-premier ministre de Hua Guofeng, il le remplace en tant que Premier ministre,. Il est chargé d'étendre ses réformes rurales à travers la Chine. Entre 1980 et 1984, la production agricole de la Chine augmente de 50 %.

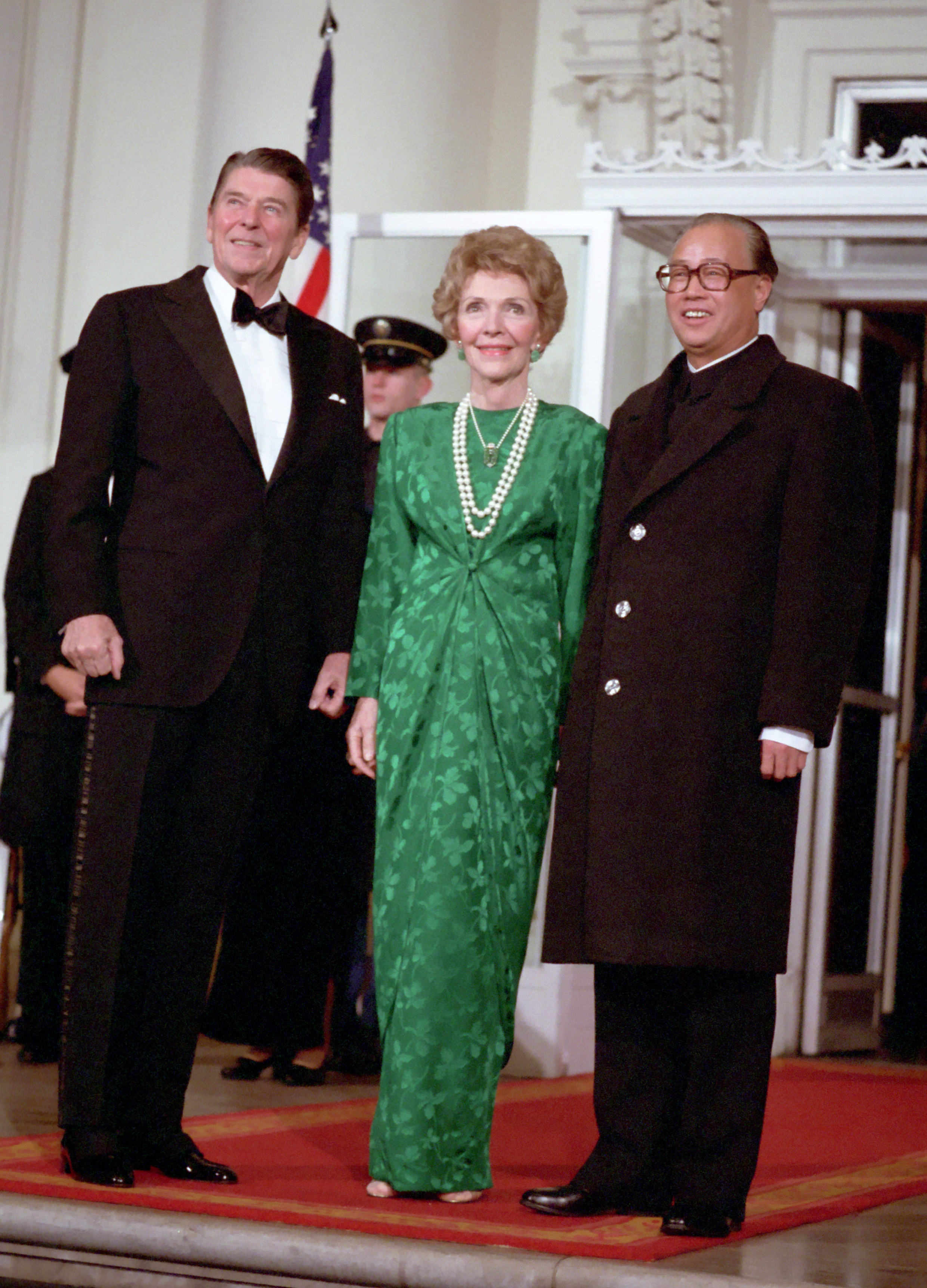
Zhao accueilli par le président américain Ronald Reagan à la Maison Blanche, le 10 janvier 1984. Cette visite fait partie des efforts entrepris pour améliorer les relations entre la Chine et l'Occident.

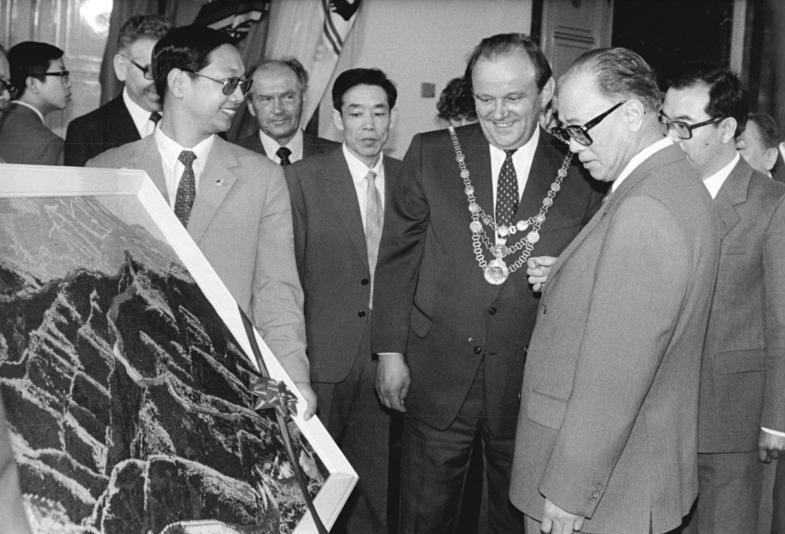
Zhao Ziyang, avec Erhard Krack et Oskar Fischer, lors d'une visite à Berlin-Est le 10 juin 1987.

Zhao développe dans un premier temps une théorie préliminaire, un modèle pour transformer le système socialiste avec des réformes économiques progressives. En tant que Premier ministre, il applique beaucoup de ses politiques réussies au Sichuan à l'échelle du pays, augmentant la décentralisation des productions industrielle et agricole. Il cherche à établir une série de zones économiques spéciales dans les provinces côtières afin d'attirer l'investissement étranger et de créer des centres d'exportation. Ses réformes se traduisent par une augmentation rapide de la production agricole et industrielle au cours des années 1980, mais elles sont critiquées pour entretenir l'inflation. Zhao prône une politique étrangère ouverte, améliorant les relations de la Chine avec les nations occidentales, afin de soutenir son développement économique.
Dans les années 1980, Zhao est stigmatisé par les conservateurs comme étant un révisionniste du marxisme. Toutefois, sa défense d'une transparence gouvernementale et un dialogue national impliquant des citoyens ordinaires dans le processus de fabrication des lois le rendent populaire malgré tout. Il est également un solide partisan du Parti, mais définit le socialisme de façon très différentes des conservateurs. Il déclare que la réforme politique est « le plus grand test auquel doit faire face le socialisme. » Il pense que le développement économique est inextricablement lié à la démocratisation. Dans la vie privée, Zhao est un adepte fervent du golf et participe à la réintroduction de ce sport en Chine continentale durant les années 1980.
Alors que Zhao se concentre sur les réformes économiques au début des années 1980, son supérieur, Hu Yaobang, mène des réformes politiques. À la fin des années 1980, Hu et Zhao collaborent pour promouvoir une série de réformes politiques de grande ampleur. Celles-ci contiennent la proposition d'avoir des candidats directement élus au bureau politique, plus d'élections avec plus qu'un seul candidat, plus de transparence de la part du gouvernement, plus de consultation du peuple concernant les politiques à mettre en place et une responsabilité personnelle accrue pour les erreurs commises par les politiques.
Zhao et Hu lancent un important programme anti-corruption et autorisent des enquêtes sur les enfants de membres historiques du Parti, qui ont grandi protégé par l'influence de leurs parents. L'enquête de Hu sur les Princes rouges le rend impopulaire auprès d'importants membres du Parti. En janvier 1987, ces derniers forcent Hu à démissionner, au prétexte qu'il a été trop indulgent envers les manifestations étudiantes. Après cela, Deng nomme Zhao en remplacement de Hu au poste de secrétaire général du PCC, ce qui le place en position de dirigeant suprême. Un mois avant sa nomination à ce poste, Zhao est interrogé par un journaliste américain auquel il déclare : « Je ne suis pas fait pour être secrétaire général... Je suis plutôt destiné à m'occuper des affaires économiques. » le poste de Premier ministre laissé vacant par Zhao revient à Li Peng, un conservateur qui est opposé à beaucoup de réformes économiques et politiques de Zhao.
Au cours du Congrès national du PCC d'octobre-novembre 1987, Zhao est confirmé dans ses fonctions  et déclare que la Chine est à « une étape préliminaire au socialisme » qui peut durer 100 ans. Zhao pense que la Chine a besoin d'expérimenter de nombreuses réformes économiques afin de stimuler sa production. Il propose de séparer les rôles de l'État et du Parti, une proposition qui était jusqu'à présent tabou.
Les observateurs occidentaux considèrent généralement l'année durant laquelle Zhao a été secrétaire général comme étant la période la plus ouverte dans l'histoire de la république populaire de Chine. De nombreuses limitations sur la liberté d'expression et la liberté de la presse sont relâchées, permettant aux intellectuels de s'exprimer librement et de proposer des améliorations pour le pays. Il introduit avec audace le marché boursier en Chine et y promeut vigoureusement les opérations à terme. En 1984, avec son soutien, les villes de Pékin, Shanghai et Canton deviennent des villes expérimentales d'un système de joint-stock. En novembre 1985, la première entreprise à émettre des actions est établie à Shanghai et émet 10 000 actions de 50 yuans, ce qui attire l'intérêt de nombreux investisseurs. Zhao participe à une réunion économique le 2 août 1986. Il y demande que le système joint-stock soit réalisé en dehors du pays l'année suivante.
En mai 1988, il propose d'accélérer la réforme des prix, ce qui conduit à d'importantes plaintes populaires à propos de l'inflation. Cette proposition permet également aux opposants aux réformes rapides d'appeler à une plus grande décentralisation des contrôles économiques et une interdiction plus stricte de l'influence occidentale. Un débat politique s'engage, qui grandit au cours de l'hiver 1988-1989.

### Relations avec les Huit immortels du Parti
Zhao a monté les marches du pouvoir grâce à son travail dans les provinces. Il n'apprécie donc pas les liens étroits entretenus par les dirigeants du Parti à Pékin. Après avoir dirigé la Ligue de la jeunesse communiste dans les années 1950, Zhao fait régulièrement appel au soutien des anciens membres de la ligue, ce qui pousse ses ennemis à l'accuser d'entretenir une Faction de la Ligue de la jeunesse communiste au sein du PCC. Avec les Huit immortels du PCC, Chen Yun et Li Xiannian se montrent particulièrement critiques envers Zhao et ses politiques.
Malgré sa critique de Zhao, Chen Yun est le membre historique du Parti le plus respecté par Zhao. Ce dernier tente donc à plusieurs reprises de le consulter avant la mise en place de nouvelles mesures. Li Xiannian n'apprécie guère Zhao personnellement en raison de l'attrait de celui-ci pour la culture étrangère et pour sa volonté de s'inspirer de modèles économiques qui ont fonctionné en dehors de la Chine. Selon Zhao, Li « me détestait parce que j'appliquais les réformes de Deng Xiaoping, mais comme il était difficile pour lui de s'opposer publiquement à Deng, il m'a fait la cible de son opposition. »
Zhao écrit chaleureusement à propos de Hu Yaobang dans son autobiographie. Il est généralement d'accord avec lui à propos des réformes économiques de la Chine. Bien que Deng Xiaoping soit l'unique fervent partisan de Zhao parmi les Huit immortels du PCC, son soutien est suffisant pour protéger Zhao durant sa carrière. À la fin du mois d'avril 1989, un mois avant la fin dramatique de la carrière de Zhao, Deng le rassure en lui apprenant le soutien de Chen Yun et Li Xiannian pour qu'il puisse briguer deux mandats supplémentaires de secrétaire général du Parti.
La seconde moitié de l'année 1988 voit la détérioration du soutien politique de Zhao. Il est la proie à plusieurs luttes contre les Huit immortels, qui apprécient de moins en moins la main mise de Zhao sur les sujets idéologiques. La faction conservatrice du bureau politique, menée par Li Peng et Yao Yilin, est en constant désaccord avec Zhao sur les questions économiques et fiscales. Au début de l'année 1989, il est évident que Zhao fait face à une contestation grandissante qui le pousse à combattre pour sa propre survie politique. S'il n'est pas capable de retourner la situation rapidement, une épreuve de force contre les conservateurs semble inévitable. Les manifestations étudiantes à la suite du décès soudain de l'ancien secrétaire général du PCC Hu Yaobang, très admiré en tant que dirigeant réformateur, est à l'origine d'une crise dans laquelle Zhao est contraint de s'affronter avec ses ennemis politiques.

## Manifestations de la place Tian'anmen
Zhao est secrétaire général du Parti depuis un peu moins d'un an avant la mort de Hu Yaobang le 15 avril 1989. En raison de l'inflation, la contestation gronde au sein du peuple, au travers de manifestations d'étudiants, intellectuels et habitants des grandes agglomérations. Les manifestations de Tian'anmen commencent dans un premier temps comme une veillée funèbre spontanée en mémoire de Hu. Mais le mouvement évolue rapidement en manifestations nationales en soutien à la réforme politique et en dénonciation de la corruption du Parti.
Les manifestants étudiants profitent de l'atmosphère de desserrement politique et réagissent en réponse à différentes causes de mécontentement. Les diverses demandes des manifestants incluent une plus grande libéralisation économique, la démocratie politique, la liberté des médias, la liberté d'expression et d'association, le respect de la loi et la reconnaissance de la légitimité du mouvement. Certains dirigeants des manifestations dénoncent la corruption des Princes rouges et la spéculation. Selon eux, la stabilité des prix, la sécurité sociale et la démocratie sont nécessaires pour mener à bien les réformes. Ironiquement, certaines invectives sont dirigées contre Zhao. Les extrémistes du Parti arrivent rapidement à la conclusion que les manifestations sont dues au rythme rapide des réformes de Zhao, qui selon eux contribue à instaurer un climat de confusion et de frustration chez les étudiants. Les manifestations s'étendent alors à d'autres villes, en particulier à Shanghai et Canton. Les manifestants sont attisés par la chute imminente d'autres gouvernements communistes en Europe de l'Est.
Les évènements tragiques des manifestations de la place Tian'anmen en 1989 scellent le destin de Zhao et rendent impossible tout futur mouvement démocratique. Alors que Zhao est en visite officielle à Pyongyang, les extrémistes profitent de l'opportunité pour déclarer les manifestants de contre-révolutionnaires. À son retour de Corée du Nord, Zhao tente à plusieurs reprises de tracer un chemin « basé sur la démocratie et le respect de la loi. » Il ouvre la possibilité à un dialogue direct entre les manifestants étudiants et le gouvernement à plusieurs niveaux. Il ordonne aux médias d'information de couvrir les événements avec une ouverture sans précédent. Certaines initiatives législatives tentent de réformer la presse, les médias d'information et l'enseignement. Toutefois, les initiatives de Zhao, parmi lesquelles une attitude de conciliation avec les étudiants, sont perçues par les Huit immortels et les extrémistes du Parti comme une tentative d'accélérer la fin du contrôle du Parti. Le soir du 16 mai marque un point de non-retour dans la carrière politique de Zhao. Au début de sa réunion avec le dirigeant soviétique Mikhail Gorbachev en visite en Chine, Zhao fait la stupéfiante annonce que Deng Xiaoping, bien que ne faisant plus partie du Comité central du Parti, est toujours le principal preneur de décisions. Cette manœuvre est interprétée par les Huit immortels comme un signe de séparation avec le reste du Parti. Attendant la nuit du départ de Gorbachev de Pékin, Zhao est convoqué le 18 mai dans la résidence de Deng où une session extraordinaire du bureau politique est organisée afin de déclarer la loi martiale. Zhao est le seul à voter contre.
Peu avant 5 heures du matin le 19 mai, Zhao apparaît sur la place Tian'anmen et vagabonde au milieu de la foule des manifestants. Utilisant un mégaphone, il prononce un discours désormais célèbre aux étudiants réunis sur la place. Il s'agit de la première transmission télévisée en direct à travers le pays organisé par la Télévision centrale de Chine. En voici une traduction :
« Étudiants, nous venons trop tard. Nous sommes désolé. Vous parlez de nous, nous critiquez, c'est nécessaire. La raison pour laquelle je suis ici n'est pas de vous demander pardon. Ce que je veux vous dire est que vous vous affaiblissez, cela fait sept jours que vous êtes en grève de la faim, vous ne pouvez pas continuer comme ça. Il est temps de partir, votre corps sera endommagé de façon irréparable, cela pourrait devenir très dangereux. Maintenant la chose la plus importante est de mettre fin à cette grève. Je sais, cette grève de la faim est un espoir de voir le Parti et le gouvernement vous donner une réponse satisfaisante. Je sens que notre communication est ouverte. Certains de ces problèmes ne peuvent être résolus que par certaines procédures. Par exemple, vous avez mentionné la nature de l'incident, la question de la responsabilité. Je pense que ces problèmes peuvent être résolus finalement, nous pouvons atteindre un accord mutuel. Toutefois, vous devriez savoir également que la situation est très compliquée, il va y avoir une longue procédure. Vous ne pouvez pas continuer votre grève de la faim plus de sept jours, et ainsi insister pour avoir une réponse satisfaisante avant la fin de celle-ci.

Vous êtes encore jeunes, il vous reste de nombreux jours à vivre, vous devez vivre en bonne santé, et voir le jour où la Chine accomplira les Quatre modernisations. Vous n'êtes pas comme nous, nous sommes déjà vieux, cela ne compte plus pour nous. Il n'est pas facile pour ce pays et vos parents de soutenir vos études supérieures. Maintenant vous avez tous environ 20 ans, et à propos de sacrifier vos vies si facilement, étudiants, ne pouvez-vous pas réfléchir ? Désormais la situation est très sérieuse, vous le savez tous, le Parti et la nation sont nerveux, notre société est très inquiète. Par ailleurs, Pékin est la capitale, la situation va de pire en pire partout ailleurs, cela ne peut pas continuer. Étudiants, vous êtes tous de bonne volonté et souhaitez le bien de la nation, mais si cette situation continue, perd contrôle, il y aura de sérieuses conséquences.

En conclusion, je n'ai qu'un seul vœu. Si vous arrêtez la grève de la faim, le gouvernement ne fermera pas la porte au dialogue, jamais ! Les questions que vous avez soulevées, nous pouvons continuer à en discuter. Même si ce sera un petit peu lent, mais nous avons certains points d'accord sur certains problèmes. Aujourd'hui je veux juste voir les étudiants et exprimer vos sentiments. J'espère que les étudiants pourront penser à ces problèmes calmement. Tout ceci peut être réglé clairement. Vous avez tous cette force, vous êtes jeunes après tout. Nous avons aussi été jeunes avant, nous avons protesté, couché nos corps sur des rails de trains, nous n'avons jamais pensé à ce qui arriverait dans le futur à cette époque. Finalement, je supplie les étudiants une fois de plus, pensez à votre avenir calmement. Il existe beaucoup de choses qui peuvent être résolues. J'espère que vous allez bientôt arrêter la grève de la faim. Merci. »
Après une inclination de la tête, la foule commence à applaudir, certains étudiants éclatent en sanglots. Il s'agit de la dernière apparition publique de Zhao. 我们已经老了，无所谓了。 (en chinois traditionnel : 我們已經老了，無所謂了。) – « Nous sommes déjà vieux, cela ne compte plus pour nous » deviendra une citation célèbre de cette intervention.

## Placement en résidence surveillée
Les manifestants ne se dispersent pas. Le lendemain de la visite de Zhao sur la place Tian'anmen, le Premier ministre Li Peng déclare publiquement la loi martiale. Dans la lutte de pouvoir qui s'ensuit, Zhao est démis de toutes ses fonctions. Jiang Zemin le remplace en tant que secrétaire général du Parti et successeur de Deng Xiaoping. Jiang a acquis une bonne réputation pour avoir maté des manifestations similaires à Shanghai sans bain de sang.
Les motivations de Zhao restent encore à ce jour sujettes à débat. Certains historiens prétendent qu'il est allé sur la place en espérant un geste de conciliation qui lui permettrait de faire levier face aux conservateurs tels que Li Peng. D'autres pensent qu'il soutenait les manifestants et ne souhaitait pas les voir blessés lorsque l'armée serait appelée. Après l'incident, Zhao est placé en résidence surveillée pour une durée indéterminée,. Il le restera pendant 15 ans jusqu'à sa mort.
Son rival Li Peng l'accusera plus tard d'avoir fomenté les manifestations de Tian'anmen dans un but politique. Selon lui, « Zhao a contacté Bao Tong dès son arrivée à Pékin (depuis Pyongyang). Bao a rassemblé d'autres partisans de Zhao afin d'examiner la situation. Ils ont eu peur que l'avenir politique de Zhao devienne dangereux : Zhao ne parvenait pas à [gérer] l'économie, n'était pas excellent politiquement, ne possédait pas lui-même le pouvoir, et son fils était suspecté d'affaires illégales. de ce fait, il était probable que Zhao devienne le bouc-émissaire du mouvement étudiant. Les conseillers ont suggéré à Zhao de maintenir une distance avec Deng Xiaoping et de tenter de gagner le cœur du peuple afin de se sauver. Il n'y avait pas d'autre option. » Parce que Zhao n'a jamais été mêlé à un quelconque méfait, il n'existe aucune preuve venant étayer les allégations de Li. Zhao lui-même a qualifié ces allégations de « calomnie. »
Zhao reste en surveillance étroite et n'est autorisé à quitter sa cour ou de recevoir des visiteurs qu'avec l'autorisation des hautes sphères du Parti. Il aurait été aperçu assistant aux funérailles d'un camarade décédé, visitant certaines régions de la Chine ou jouant au golf à Pékin, mais le gouvernement réussit à le garder à distance des médias et des livres d'histoire. Durant sa période d'incarcération, seules quelques photographies d'un Zhao grisonnant fuitent dans les médias. À seulement deux occasions, Zhao rédige des lettres adressées au gouvernement chinois dans lesquelles il demande une réévaluation du massacre de Tian'anmen. Une de ces lettres est diffusée la veille du 15e Congrès national du Parti communiste, la seconde lors de la visite officielle du président américain Bill Clinton en 1998. Aucune des deux lettres n'est diffusée en Chine continentale.
Après 1989, le gouvernement chinois s'éloigne de l'idéologie de Zhao. Il reste toutefois populaire parmi ceux qui pensent que le gouvernement a eu tort d'ordonner le massacre et que le Parti aurait dû réévaluer sa position concernant les manifestations étudiantes. Zhao continue à tenir les dirigeants chinois responsables de l'assaut et refuse d'accepter la ligne officielle du Parti selon laquelle les manifestants faisaient partie d'une « rébellion contre-révolutionnaire. » Après son arrestation, Zhao radicalise sa position par rapport à la période où il était au pouvoir. Il pense que la Chine devrait permettre la liberté de la presse, la liberté d'association, une justice indépendante et une vraie démocratie parlementaire multi-partis.
Zhao vit quinze ans en résidence surveillée, accompagné de sa femme. Le hutong dans lequel il vit avait auparavant appartenu à un salon de coiffure de l'impératrice douairière Cixi. Il était situé au centre de Pékin, près de Zhongnanhai. Malgré son placement en résidence surveillée, aucune charge n'a jamais été retenue contre lui et il n'a jamais été exclu du Parti communiste. Après l'arrestation de Zhao, Deng et ses successeurs continuent de croire que Zhao et ses partisans ont secrètement travaillé pour organiser les manifestations dans tout le pays. Ils redoutent que son décès n'entraîne des mouvements similaires à ceux observés après la mort de Hu Yaobang.

## Décès et discret étouffement de l'information
En février 2004, Zhao subit une attaque de pneumonie qui le met en détresse respiratoire. Il est hospitalisé trois semaines. Il retourne à l'hôpital pour une pneumonie le 5 décembre 2004. Les rumeurs de son décès sont officiellement niées au début du mois de janvier 2005. Le 15 janvier, il est placé en coma artificiel après plusieurs attaques vasculaires cérébrales. Selon l'agence de presse Xinhua, le vice-président Zeng Qinghong visite Zhao à l'hôpital en représentation des dirigeants du Parti. Zhao meurt le 17 janvier à l'hôpital de Pékin à 7h01, à l'âge de 85 ans. Lodi Gyari rapporte que peu avant sa mort, l'un de ses fils s'adressa à des Tibétains en exil pour qu'ils demandent au dalaï-lama de prier pour son père. La famille remercia dans une lettre pour ses prières le Dalaï-lama dont le nom, précisait la lettre, fut le dernier mot de Zhao.
Après sa mort, les dirigeants chinois craignent un épisode d'agitation civile similaire à celui suivant la mort de Hu Yaobang. Afin de gérer les nouvelles sur le décès de Zhao, le gouvernement chinois met en place un petit groupe de réponse d'urgence, qui déclare « une période de sensibilité extrême » et place la police populaire armée sous alerte. Afin d'éviter tout rassemblement massif dans la capitale, le groupe d'urgence demande au Ministère des chemins de fer de filmer les voyageurs se rendant à Pékin. Les journaux chinois diffusent une brève nécrologie, mais Xinhua parvient à empêcher la diffusion de la nouvelle sur les chaînes de télévisions et les radios chinoises. Afin d'éviter toute commémoration publique pour Zhao, les autorités chinoises augmentent la sécurité sur la place Tian'anmen et près de la maison de Zhao.
Sous le titre « Camarade Zhao Ziyang nous a quitté, » la nécrologie de Zhao déclare : « Le camarade Zhao a longtemps souffert de nombreuses maladies affectant ses systèmes respiratoires et cardio-vasculaires. Il a été hospitalisé pour un traitement médical à plusieurs reprises. Son état s'est récemment aggravé et il nous a quittés lundi malgré toutes les tentatives de réanimation. » Tous les journaux chinois diffusent exactement la même nécrologie, au mot près, le jour suivant sa mort, laissant la nouvelle se propager plus largement sur l'internet. Les forums chinois, dont Strong Nation Forum et les forums hébergés par Sina.com, Xinhua et le Quotidien du peuple sont submergés par des messages de condoléances pour Zhao : « le temps le défendra » écrit un commentateur, « Tu nous manqueras pour toujours » écrit un autre. Ces messages sont rapidement supprimés par des modérateurs, ce qui conduit à plus de protestations envers les modérateurs qui suppriment les messages.
Le gouvernement chinois parvient avec succès à faire du décès de Zhao un événement mineur en Chine continentale. Officiellement, il y a peu de réactions publiques. Certains commentateurs sur internet déclarent vouloir acheter des couronnes en sa mémoire, ou avoir fait trois minutes de silence en sa mémoire.
À Hong Kong, entre 10 000 et 15 000 personnes se rassemblent pour une veillée aux chandelles en mémoire de Zhao. Les Chinois du continent comme Chen Juoyi déclarent qu'il est illégal pour les députés hongkongais de participer à une telle cérémonie arguant que « sous 'Un pays, Deux systèmes', un député à Hong Kong ne doit pas se mêler aux affaires de la Chine continentale. » Cette directive crée une tempête politique à Hong Kong pendant trois jours. Szeto Wah, le président de l'Alliance de Hong Kong en soutien aux mouvements démocratiques patriotiques en Chine, dit que les Communistes n'ont pas le droit de supprimer une cérémonie de mémoire. Des hommages similaires se tiennent partout ailleurs dans le monde, notamment à New York et Washington, auxquelles participent des membres du gouvernement américain et des dissidents exilés. En Occident, Zhao est décrit comme un martyr mort pour la démocratie.
Le 29 janvier 2005, le gouvernement organise ses funérailles au cimetière révolutionnaire de Babaoshan, un endroit réservé aux héros révolutionnaires et aux hauts fonctionnaires du gouvernement. 2 000 personnes triées sur le volet y assistent. Xinhua rapporte que le dirigeant le plus haut placé à y assister est Jia Qinglin, numéro 4 de la hiérarchie du Parti, accompagné d'autres membres importants du Parti dont He Guoqiang, Wang Gang (en) et Hua Jianmin. Il est interdit d’apporter des fleurs ou d'inscrire un message personnel sur les fleurs commandées par le gouvernement. Aucun éloge n'est fait durant la cérémonie, le gouvernement et la famille de Zhao ne parvenant pas à s'accorder sur son contenu. Alors que le gouvernement souhaite mettre l'accent sur ses erreurs, la famille refuse d'admettre qu'il a fait quoi que ce soit de mauvais. Le jour de ses funérailles, la télévision chinoise mentionne pour la première fois son décès. Xinhua diffuse un court article sur l'organisation des funérailles, reconnaissant ses « contributions précieuses au Parti et au peuple, » mais ajoute qu'il a fait de « graves erreurs » durant le « désordre politique » de 1989. Selon Du Daozheng, auteur de l'avant-propos de la version chinoise des mémoires de Zhao, l'utilisation du terme « graves erreurs » plutôt que l'ancien verdict « soutenant la tourmente et la division du parti » représente un recul de la part du Parti. Après la cérémonie, Zhao est incinéré. Ses cendres sont apportées dans sa résidence à Pékin, le gouvernement refusant de lui accorder un caveau à Babaoshan.
Voici le contenu complet de la nécrologie officielle :
« Au cours de la période d'ouverture et de réforme, le camarade Zhao Ziyang a servi le Parti et l'État à un poste important et a apporté une contribution précieuse au Parti et au peuple. Mais pendant la période de désordre politique, survenue au printemps et à l'été de 1989, le camarade Zhao Ziyang a commis de graves erreurs. »

## Tentatives de réhabilitation
Après la mort de Zhao, un certain nombre d'appels en Chine et à l'étranger pressent la Chine à reconsidérer le rôle de Zhao dans l'histoire. En Chine, ces appels sont en grande partie relayés par son ancien secrétaire, Bao Tong. En dehors du pays, le décès de Zhao a amené Taïwan et le Japon à réagir. Les deux pays demandent à la Chine de garantir de plus grandes libertés politiques comme le demandait Zhao. Le Premier ministre du Japon, Junichiro Koizumi, déclare lors d'un hommage à Zhao : « Je veux qu'ils fassent des efforts de démocratisation. » Un représentant du cabinet taïwanais, Chen Chi-mai, affirme que Pékin devrait « faire face à la vérité sur la place Tian'anmen » et « pousser les réformes démocratiques. » La Maison Blanche loue Zhao en ces termes : « il était un homme de courage moral qui a souffert d'importants sacrifices personnels pour défendre ses convictions durant des temps difficiles. »
Bien que des partisans aient tenté à plusieurs reprises d'appuyer la réhabilitation formelle de Zhao depuis son arrestation, le Parti est quasiment parvenu à supprimer son nom de la plupart des archives publiques disponibles en Chine. Les efforts du gouvernement pour supprimer sa mémoire de la conscience publique consistent à flouter son visage sur les photographies disponibles en Chine, supprimer son nom des manuels d'histoire et interdire les médias de le mentionner de quelque façon que ce soit. En 2005, l'ancien secrétaire du Congrès national du peuple Wan Li rejoint plus de vingt membres du bureau politique à la retraite, dont Tian Jiyun, un ancien vice-premier ministre, pour demander au gouvernement central de réhabiliter le nom de Zhao et d'organiser des commémorations pour lui et toutes ses importantes contributions pour la Chine. Le gouvernement chinois autorise alors l'organisation d'une cérémonie pour honorer l'ancien dirigeant du PCC Zhao Ziyang, mais la réponse tourne court en raison des dissensions sur son contenu.
Depuis 1989, le magazine Yanhuang Chunqiu (La Chine à travers les âges) fait partie des rares publications à avoir osé diffuser un hommage non autorisé par le gouvernement en faveur de l'héritage de Zhao. Le magazine a publié un article pro-Zhao en juillet 2010. Il a été écrit par un de ses anciens conseillers, Yang Rudai.
En 2015, les autorités communistes autorisent la famille de Zhao Ziyang à enterrer les cendres de l'ancien dirigeant. Toutefois, ces autorités n'ont pas indiqué où, par crainte que sa tombe devienne un lieu de manifestations. Toujours en 2015, la télévision CCTV a, dans le cadre du 100e anniversaire de la naissance de Hu Yaobang, remplacé la photographie de Zhao Ziyang à la Une du Quotidien du Peuple de 1982 par celle de Li Xiannian, un autre cadre du parti,.

## Analyses politiques
En 2006, Liu Xiaobo, prix Nobel de la paix en 2010, indiquait qu'au sein même du PCC, au cours des années 1980, est apparue une « faction réformatrice éclairée », disposant du pouvoir de décision, qui préconisait la mise en œuvre des réformes politique et économique au même rythme. Les deux secrétaires généraux « éclairés » du PCC, Hu Yaobang et Zhao Ziyang, agirent en fonction de la volonté du peuple chinois, ils marginalisèrent la faction conservatrice et mirent fin aux courants gauchistes. Ils proposèrent un début de démocratisation politique. Mais ce mouvement démocratique n'était pas mûr et n'a pas fait preuve de la résolution et de l'habilité politique nécessaires. La faction des durs du parti, représentée par Deng Xiaoping, a éliminé les membres de la faction éclairée considérés comme des traitres.

## Mémoires
Le 14 mai 2009, une édition des mémoires de Zhao Ziyang est publiée, sous le titre Anglais Prisoner of the State: The Secret Journal of Premier Zhao Ziyang. La traduction en français sort en 2011, sous le titre Mémoires Un réformateur au sommet de l'État chinois. Le livre de 306 pages a été compilé pendant quatre ans à partir de cassettes enregistrées secrètement par Zhao, au cours de son incarcération en résidence surveillée. Dans le dernier chapitre, Zhao loue le système occidental de démocratie parlementaire et affirme qu'il s'agit du seul chemin que la Chine doit suivre pour résoudre ses problèmes de corruption et d'inégalité des richesses,.
Son autobiographie se base sur environ trente cassettes que Zhao a enregistré secrètement entre 1999 et 2000. Sa substance trouve largement écho avec les informations révélées par les Tiananmen Papers, un ensemble non autorisé de documents du gouvernement chinois publié en 2001. L'autobiographie est également en concordance avec Conversations captives, une transcription de conversations entre Zhao et son ami Zong Fengming, publié uniquement en Chinois. Dans son autobiographie, Zhao désigne Deng Xiaoping comme le principal responsable de la répression des manifestations de la place Tian'anmen.
Les mémoires contiennent quelques erreurs historiques, que les commentateurs tentent d'expliquer par le manque de contact des dirigeants chinois avec la réalité de la société chinoise. Même si le peuple pékinois a tenté spontanément d'arrêter l'entrée des troupes chinoises dans Pékin, Zhao affirme que « des groupes de vieilles femmes et d'enfants dormaient dans la rue », ce qui n'est pas correct. Zhao note que l'astrophysicien Fang Lizhi (le dissident le plus recherché par le gouvernement chinois après les évènements de Tian'anmen) était en dehors du pays en 1989 et avait critiqué Deng Xiaoping, alors qu'en réalité Fang vivait en banlieue de Pékin et a délibérément gardé le silence sur les sujets politiques durant les manifestations de 1989.
Dès 2009, les mémoires sont vendues en Chinois et en anglais à Hong Kong, mais pas en Chine continentale. Le livre y circule alors de façon illégale sur internet dans un fichier Microsoft Word largement téléchargé. En 2016, l'ouvrage est présenté à la foire du livre de Hong Kong qui attire plus d'un million de visiteurs.